# David Martín
David Martín Lozano, född 2 januari 1977 i Barcelona, är en spansk vattenpolospelare och -tränare. Han ingick i Spaniens landslag vid olympiska sommarspelen 2008 och 2012. 
Martín gjorde fyra mål i herrarnas turnering i vattenpolo vid olympiska sommarspelen 2012.
Martín tog VM-silver i samband med världsmästerskapen i simsport 2009 i Rom.